# Dendrelaphis humayuni
Dendrelaphis humayuni là một loài rắn trong họ Rắn nước. Loài này được Tiwari & Biswas mô tả khoa học đầu tiên năm 1973.

## Hình ảnh

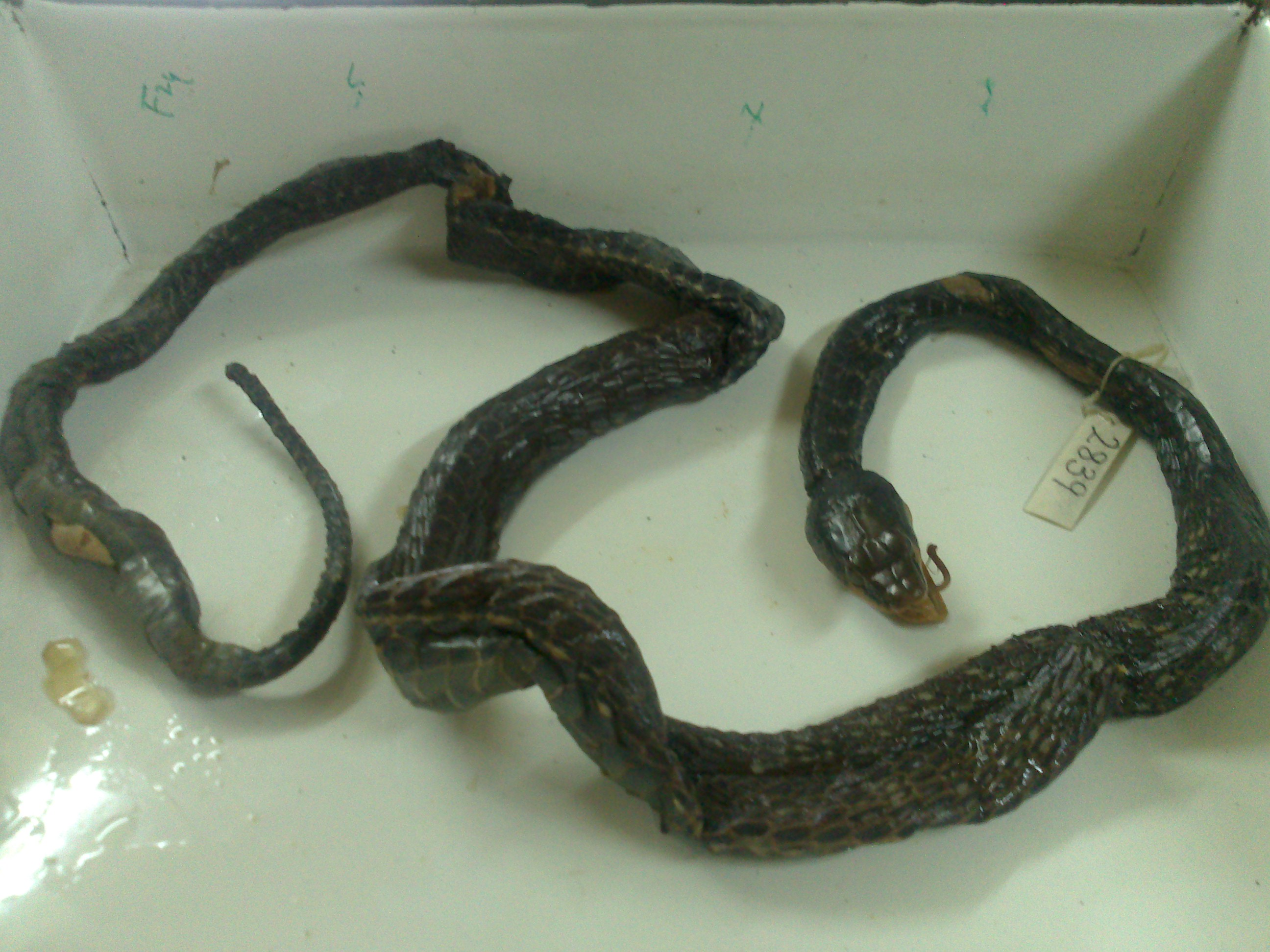